# Hoover Orsi
Hoover Orsi (n. 16 de mayo de 1978, Campo Grande) es un piloto brasileño de automovilismo de velocidad. Fue campeón de Fórmula 3 Sudamericana y Atlantic Championship y fue piloto de Stock Car Brasil entre 2004 y 2009.

## Resultados

### Turismo Competición 2000
| Año  | Equipo                | Auto               | 1    | 2   | 3   | 4   | 5   | 6   | 7   | 8   | 9   | 10  | 11  | 12    | 13  | 14  | Res. | Puntos |
| ---- | --------------------- | ------------------ | ---- | --- | --- | --- | --- | --- | --- | --- | --- | --- | --- | ----- | --- | --- | ---- | ------ |
| 2006 |                       |                    | BA I | OLA | CR  | VIE | SFE | SJU | SRA | RES | CUR | SMM | GR  | BA II | OBE | PAR | -    | -      |
| 2006 | Ford YPF              | Ford Focus I       |      |     |     |     |     |     |     |     |     |     |     | 2     |     |     | -    | -      |
| 2007 |                       |                    | CR   | GR  | BB  | SMM | SJU | SP  | AG  | SFE | SRA | VIE | BA  | OBE   | SL  | PDE | -    | -      |
| 2007 | Ford YPF              | Ford Focus I       |      |     |     |     |     |     |     |     |     |     | 9   |       |     |     | -    | -      |
| 2008 |                       |                    | PAR  | SAL | GR  | SFE | SJU | RES | AG  | BA  | OBE | TRH | VIE | SMM   | PDF | PDE | -    | -      |
| 2008 | Chevrolet Elaion      | Chevrolet Astra II |      |     |     |     |     |     |     | 7   |     |     |     |       |     |     | -    | -      |
| 2011 |                       |                    | GR   | SFE | SFE | SMM | SJU | RES | AG  | TRH | LPL | TRE | JUN | PDF   | PAR |     | -    | -      |
| 2011 | Sportteam Competición | Renault Fluence    |      |     |     |     |     |     |     |     | Ex. |     |     |       |     |     | -    | -      |